# Umm at-Tin
Umm at-Tin (arab. ام التين) – wieś w Syrii, w muhafazie Hims. W 2004 roku liczyła 444 mieszkańców.